# Lambornia inspiciens
Lambornia inspiciens är en fjärilsart som beskrevs av Louis Beethoven Prout 1912. Lambornia inspiciens ingår i släktet Lambornia och familjen mätare. Inga underarter finns listade i Catalogue of Life.